# Jhusi Kohna
Jhusi Kohna is een census town in het district Prayagraj van de Indiase staat Uttar Pradesh. Het maakt deel uit van de stad Jhusi.

## Demografie
Volgens de Indiase volkstelling van 2001 wonen er 16.309 mensen in Jhusi Kohna, waarvan 54% mannelijk en 46% vrouwelijk is. De plaats heeft een alfabetiseringsgraad van 72%.